# 上船塚古墳
上船塚古墳（日语：／ Kamifunadukakofun）是位於日本福井縣三方上中郡若狹町日笠字上船塚的一座前方後圓墳，屬於上中古墳群（日笠古墳群和船塚古墳群），日本國史跡。

## 概要
| 古墳群 | 古墳名稱     | 形狀       | 墳丘長度 | 建造時期 |
| ------ | ------------ | ---------- | -------- | -------- |
| 脇袋   | 上之塚古墳   | 前方後圓墳 | 100米    | 5世紀初  |
| 脇袋   | 城山古墳     | 前方後圓墳 | 63米     | 5世紀中  |
| 脇袋   | 西塚古墳     | 前方後圓墳 | 74米     | 5世紀末  |
| 脇袋   | 中塚古墳     | 前方後圓墳 | 72米     | 5世紀末  |
| 天德寺 | 十善之森古墳 | 前方後圓墳 | 68米     | 6世紀初  |
| 日笠   | 上船塚古墳   | 前方後圓墳 | 70米     | 6世紀初  |
| 日笠   | 下船塚古墳   | 前方後圓墳 | 85米     | 6世紀中  |

古墳位於福井縣西南，若狹地方中央部分北川左岸的丘陵上。上中古墳群是在北川流域的若狹首長墓群，其中包括脇袋古墳群、天德寺古墳群和日笠古墳群，而古墳則屬於其中位處最西的日笠古墳群。古墳與北面的下船塚古墳合稱為「夫婦塚」，現在古墳南面是國道27號，北面與下船塚古墳之間的地方則是若狹街道。
古墳是前方後圓墳，墳丘主軸以東西方向來看的話，與下船塚古墳一樣前方部分朝西。墳丘有兩層，其表面雖有埴輪，但未發現有葺石，另外墳丘由盾形的周濠所包圍。主體部分的墓室形式不明，推測為橫穴式石室。
古墳推測建於古墳時代後期（約6世紀前半），推測在一眾若狹首長墓中，雖晚於十善之森古墳，但早於下船塚古墳建成。實際上入葬者不明，但是由於上中古墳群為若狹國造的膳臣一族的首長墓群，因此古墳的入葬者亦可能是其中一位首長。
1935年，古墳域指定為日本國史跡。古墳自古以來被認為是若狹國造之墓，亦曾經進行有關遠敷明神（若狹彥神社和若狹姬神社）祭事。

## 規模
古墳規模如下。
- 墳丘長：約70米
- 後圓部分直徑：約36米
- 前方部分寬：約50米

古墳墳丘的形態異於下船塚古墳，與脇袋古墳群的西塚古墳較為相似。

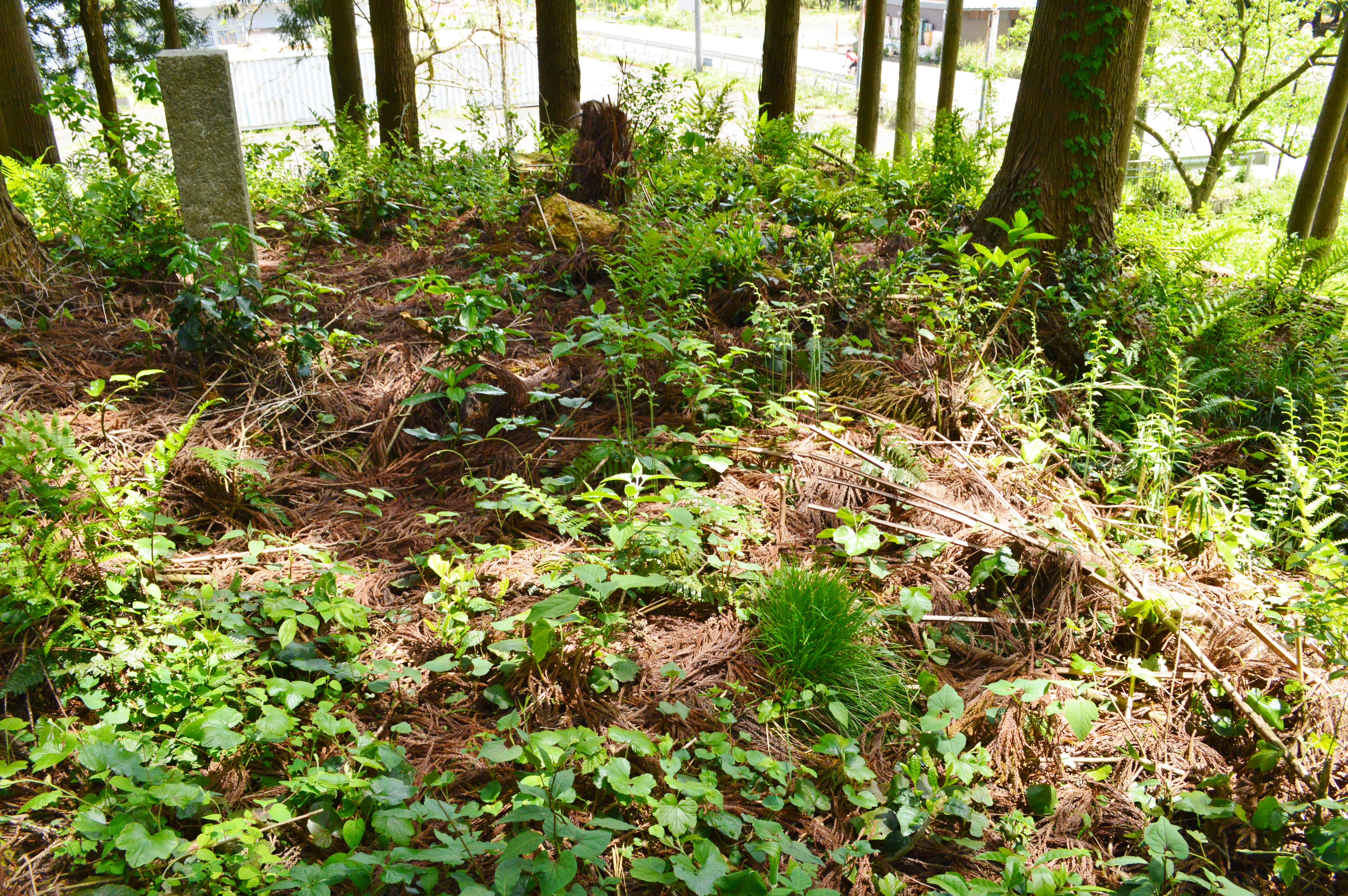
後圓部分墳頂
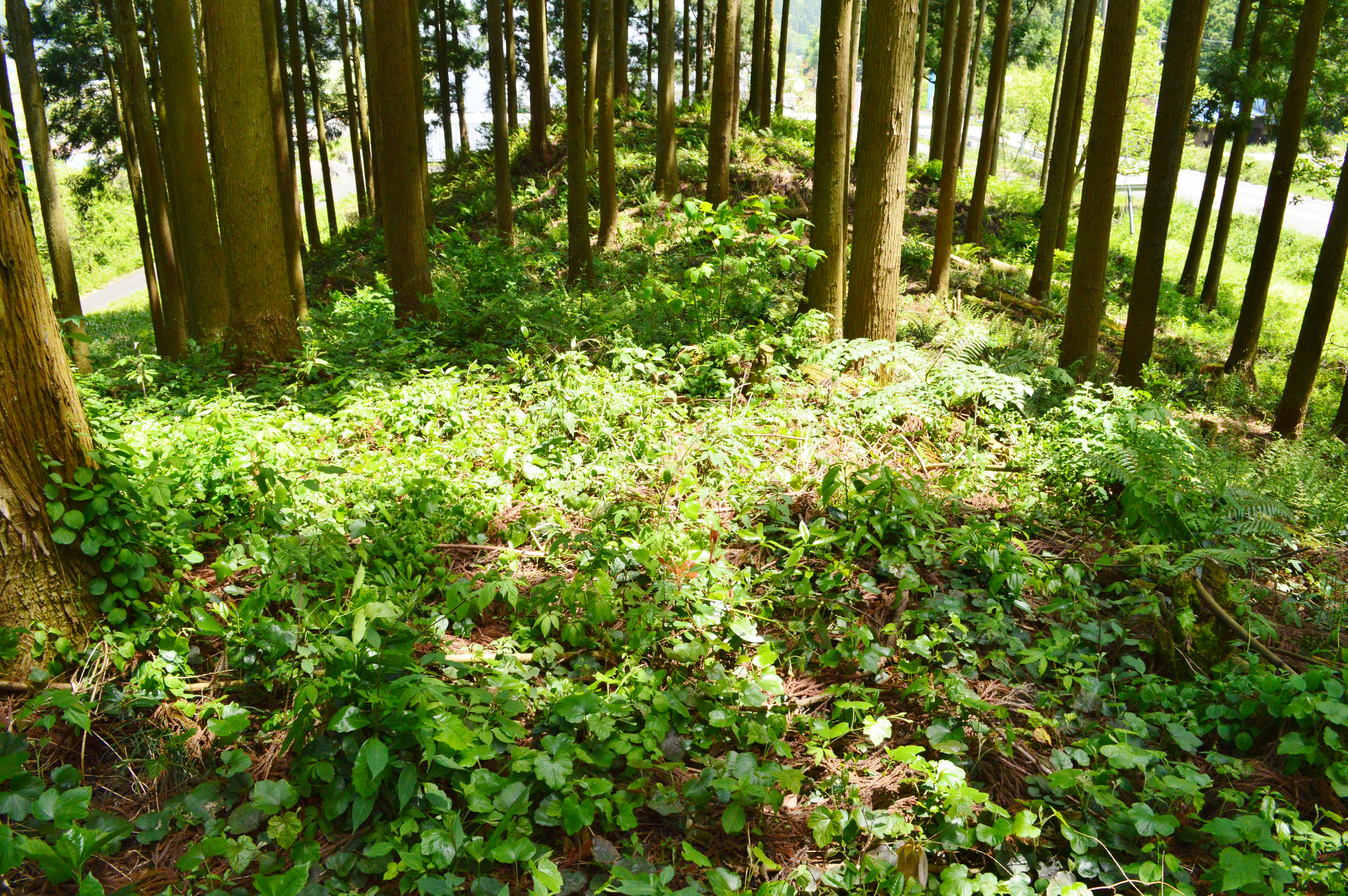
後圓部分
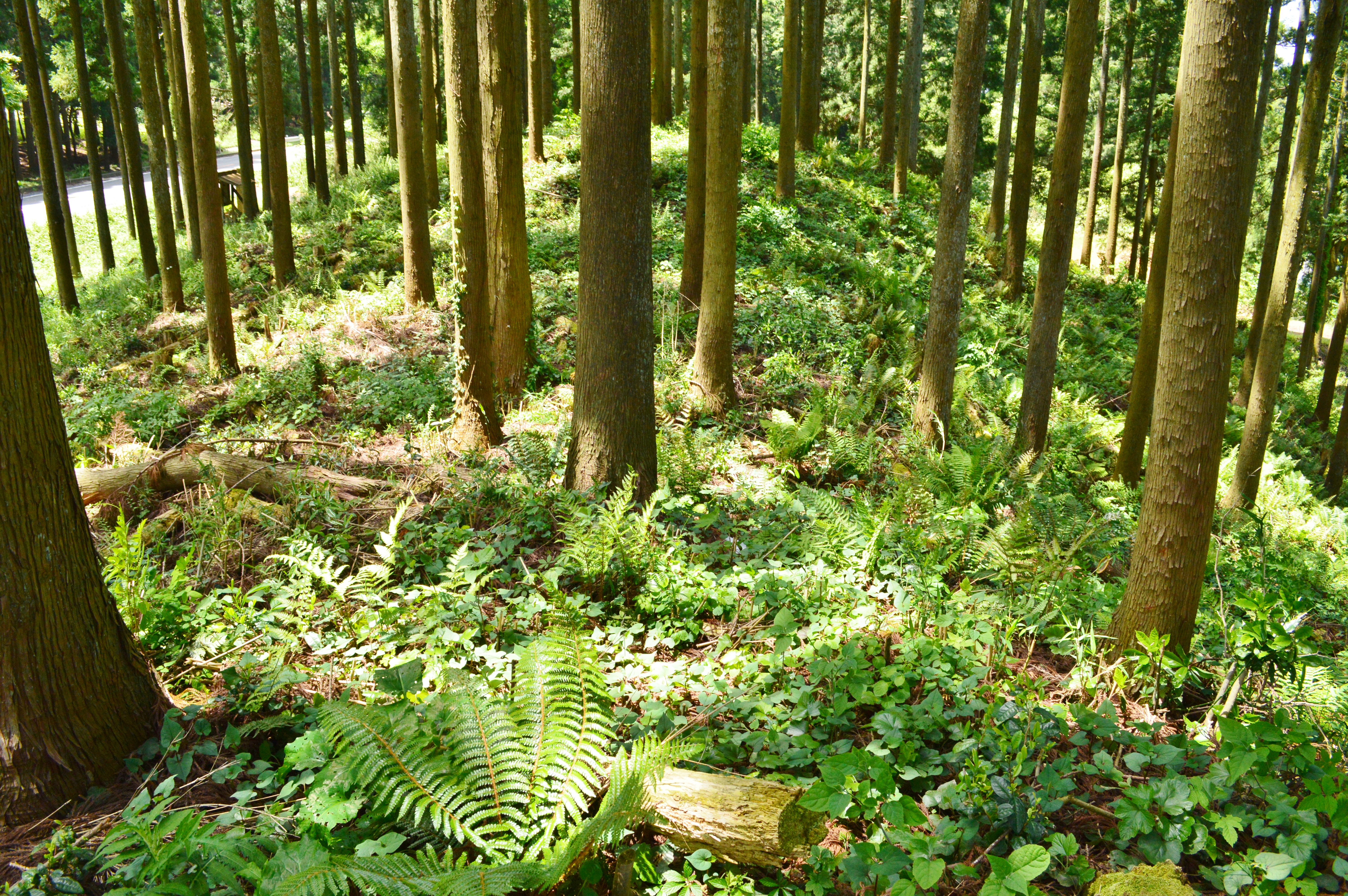
前方部分

## 文化財

### 日本國史跡
- 上船塚古墳 - 1935年12月24日指定[6]。